# Modesto González
Pour les articles homonymes, voir González.
Modesto González (1865 - 1908) est un peintre argentin connu pour ses peintures de la guerre de la Triple-Alliance.

## Biographie
Modesto González naît en 1865.
Il sert dans l'armée argentine dans les années 1860, participant à plusieurs batailles pendant la guerre de la Triple Alliance contre le Paraguay.

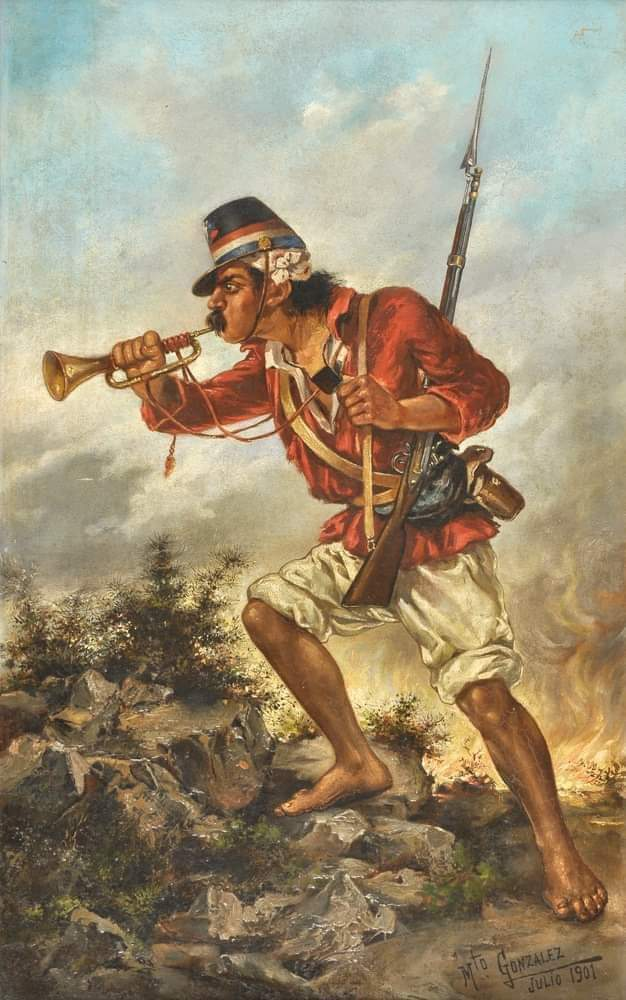
Trompa paraguaya / Soldado de la guerra del paraguay (1901, coll. priv.).

Artiste de guerre, González a tendance à se concentrer sur les soldats individuellement, en accordant une attention particulière aux détails de leurs uniformes et à la diversité ethnique des individus. Il peint également des scènes de bataille de grand format, en mettant l'accent sur les actions héroïques des officiers argentins, notamment lors des batailles de Boquerón (pt), Tuyutí, Piribebuy (es) et Acosta Ñu (es),.
González est proche de José Ignacio Garmendia et du cercle d'artistes contribuant à la série Álbum de la Guerra del Paraguay. Bien que González ne soit pas crédité dans cette série, certaines des peintures attribuées à Garmendia sont peut-être des copies d'œuvres de González ou sont mal attribuées.
En 1922, dans son étude des artistes argentins, José María Lozano Mouján a loué González pour sa représentation des soldats et sa précision historique.
Modesto González meurt en 1908 à 43 ans, dans la province de Buenos Aires.